# 1차 도네츠크 공항 전투
1차 도네츠크 국제 공항 전투는 2014년 우크라이나 혁명의 여파로 일어난 2014년 우크라이나 친러시아 분쟁의 일부로, 2014년 5월 26일 도네츠크 국제공항에서 도네츠크 인민 공화국과 우크라이나 육군 사이에서 일어난 전투이다.

## 배경
우크라이나 정부는 4월 초부터 도네츠크 주에 있는 친러시아 군사를 상대로 "대테러 작전"을 수행하고 있다고 말했다. 친러시아 시위대, 군사, 도네츠크 인민 공화국 무장 세력들은 도네츠크 지역 내의 다수 지역청사 및 도시를 점령했다. 도네츠크 도시 뿐 아니라 다른 도시에서도 많은 건물이 분리 세력의 통제 하에 있었다. 도네츠크 국제공항은 아직까지도 친러시아 군사가 점령하지 않은 채로 있었다.

## 전투
5월 26일 아침, 친러시아 반군 200명이 도네츠크 국제 공항을 점령하고 그 지역의 정부군 철수를 요구했다. 또한, 무장세력들은 공항으로 향하는 도로를 봉쇄했다. 곧, 우크라이나 국가방위군이 공항을 점령한 군사들에게 항복하라고 최후통첩을 했지만 거부했다. 이에 따라 낙하산병들이 공격을 시작하고, 반군들에 대한 공습이 시작되었다. 저항세력이 가지고 있는 대공포를 공격헬기를 통해 공격했다. 분리주의자들의 무기가 실린 트럭이 공항으로 향하는 것이 관측되었다. 저녁이 다가오자 상황은 불확실해져 정부군이 반군을 상대로 공세를 했지만 저항세력의 반격으로 다시 후퇴했고 국제 공항 곳곳에서 산발적인 총소리가 들리며 어느 한쪽이 확실히 공항을 장악했는지 불분명한 상황이 되었다.
다음 날, 우크라이나 정부군과 반정부군 두 세력 모두 공항이 자기 군의 통제하에 있다고 말했지만, 오전 중에 공항과 공항 맞은편의 분리주의자들이 세운 바리케이드를 잇는 주요 도로에서 계속해서 기관총 사격이 이루어지고 있다. 도네츠크 시장은 모든 주민들에게 실내에 머무르라고 요청했다.
전투 중, 콘티넨탈 하키 리그의 HC 돈바스의 홈구장인 드루즈바 아레나에서 친러시아 군사들이 경기장에 난입하여 감시 장비를 파괴하고 약탈하였으며 불을 질렀다.
이날 전투가 계속되면서 일부 친러시아 주민들은 우크라이나 정부에 대해 분노했다. 한 거주민에 따르면, 정부가 군사작전을 계속하면 많은 사람들이 저항세력에 합류할 것이라고 말했다. 5월 29일까지 산발적인 전투가 계속되면서 적어도 반군 1명이 사망했으며, 5월 31일에는 동료 시체를 수습할려던 친러시아 군사 6명이 사망했다.

### 사상자
도네츠크 시장 올렉산드르 루크얀쳰코는 이 충돌로 인해 약 40명이 사망했으며 대부분이 분리주의자였고, 민간인 2명도 있었다. 도시 영안실에는 무장세력 33명 및 민간인 2명이 있었다. 또한, 분리주의자 43명이 부상을 입었다. 반군 지휘관 알렉산데르 보로다이와 데니스 푸슬린은 약 100명 정도의 사상자라고 발표했으며, 그중 절반은 저항세력이고 나머지 절반은 러시아가 개입하기 위해 시도한 민간인이라고 말했고 이들은 즉각 확인되지는 않았다. 우크라이나 정부는 사상자를 말하지 않았다. 분리주의자 15~35명이 두 트럭에 실려 공항으로 향하던 도중 공습으로 인해 사망하거나 로켓 추진형 유탄의 매복 공격에 사망했다고 말했다. 사망한 병사 중 34명이 러시아인이었고 이들 시체는 러시아로 반환했다.
친러시아 측에 있었던 사망한 사람 중 드니프르페테로우시크 출신인 세계 킥복싱 챔피언 니콜라이 레오노프가 있었다.

## 체첸군의 개입
나중에 체첸 대통령 람잔 카디로프에 충성하는 군사들이 도네츠크 지역에서 반군과 함께 전투했다는 것이 확인되었다. 비록 카디로프는 도네츠크에 체첸 군사를 보냈다는 것을 부인했지만 체첸 병사 1명이 카디로프가 우크라이나로 가서 작전을 수행하라고 명령했다고 말했다.